# 니고데모 벤 구리온
니고데모 벤 구리온(히브리어: נקדימון בן גוריון Nakdimon ben Gurion)은 1세기경에 예루살렘에서 살던 부유한 유대인이다. 그는 요한복음에 언급되는 니고데모와 동일인물로 여겨진다. 성경 외에 그는 요세푸스의 유대 전쟁사에서 다뤄지고, 더 후대의 저작중에는 애가 랍바, 전도서 랍바, 바빌론 탈무드, 그리고 랍비 나단의 애봇 등의 랍비 문학에서 등장한다.
벤 구리온은 "구리온의 아들"이라는 뜻의 히브리어로, 그의 진짜 이름은 아마도 부니(Buni)나 부나이(Bunai)였을 것이다. 별명 니고데모는 "인민의 정복자"(헬라어 νίκη와 δῆμος에서 유래), 또는 셈어 나크디몬(Naqdimon)에서 유래했을 것으로 보이는데, 이 이름은 그의 기도에 기적적인 응답이 주어진 것을 나타낼 수 있다.
니고데모는 부유하고 신망있는 사람으로, 거룩함과 넓은 아량으로 유명한 것으로 등장한다. 그는 예루살렘을 파멸로 이끄는 로마 대항 반란군들과 열심당에 반감을 가지고 있었다.
베스파시아누스가 황제가 되자, 니고데모는 전쟁을 지휘하던 황제의 아들 티투스와 평화협정을 맺는다. 그는 열심당에 의한 전쟁에 반대하도록 대중을 선동하나, 이에대한 보복으로 니고데모와 그의 친구들이 순례자들을 위해 쌓아둔 식료품점들을 파괴당한다.